# Tranebergsbron
Tranebergsbron ist eine kombinierte Auto- und U-Bahnbrücke in Stockholm. Sie überspannt den Tranebergssund und verbindet die Stadtteile Kungsholmen und Bromma.

## Geschichte
Schon 1787 beschloss Gustav III., ungefähr an dieser Stelle eine Brücke zu errichten. Es wurde eine Art Pontonbrücke, die um 1850 von einer weiteren Pontonbrücke abgelöst wurde. Anfang des 20. Jahrhunderts folgte die erste feste Brücke, sie konnte geöffnet werden und trug die Last von Straßenbahnen. Der schnelle Bevölkerungszuwachs im Westen Stockholms forderte jedoch schon bald eine noch größere Brücke.

## Die heutige Brücke
Tranebergsbron (die Tranebergsbrücke) wurde am 31. August 1934 nach dreijähriger Bauzeit eröffnet. Sie ist eine Bogenkonstruktion aus Beton mit zwei parallelen, 181 Meter langen, Bogen. Diese Spannweite war damals die längste Beton-Bogenbrücke der Welt. Das Lehrgerüst bestand aus zwei stählernen Bogenhälften, die von einem Ponton zur Baustelle gezogen, von einem Hubturm in die richtige Höhe gezogen und anschließend verbunden wurden.
Die Tranebergsbrücke ist insgesamt 450 Meter lang, die lichte Höhe beträgt 25,2 Meter, sie ist damit nur 80 cm niedriger als die Västerbron. Wie bei der Västerbron, die im Jahr darauf eröffnet wurde, waren die Statiker Ernst Nilsson und Salmon Kasarnowsky und die Architekten waren Paul Hedqvist und sein Partner David Dahl.
Die hohe Verkehrsbelastung und das winterliche Streusalz führten allmählich zu umfassenden Schäden an der Brücke. Mitte der 1990er Jahre musste daher der schwere Verkehr eingeschränkt werden. Schließlich beschloss man, einen weiteren, dritten Brückenbogen zu bauen und die bestehenden Fahrbahnen und Stützwände bis hin zu den Bogen gründlich zu renovieren, was praktisch einem Neubau dieser Teile gleichkam. Am 22. Februar 1999 begannen die Arbeiten und am 31. August 2005 wurde die „neue“ Tranebergsbron von der Kronprinzessin Victoria feierlich wiedereingeweiht. Die Kosten beliefen sich auf ca. 90 Millionen Euro.

## Bildergalerie

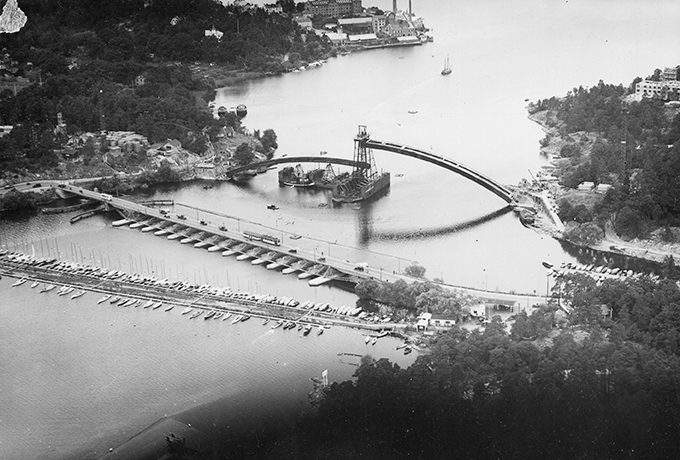
Das Lehrgerüst der Tranebergsbron bei der Montage
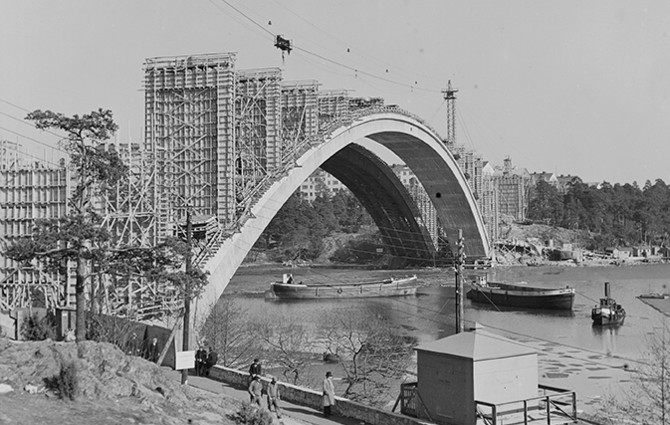
Tranebergsbron 1933
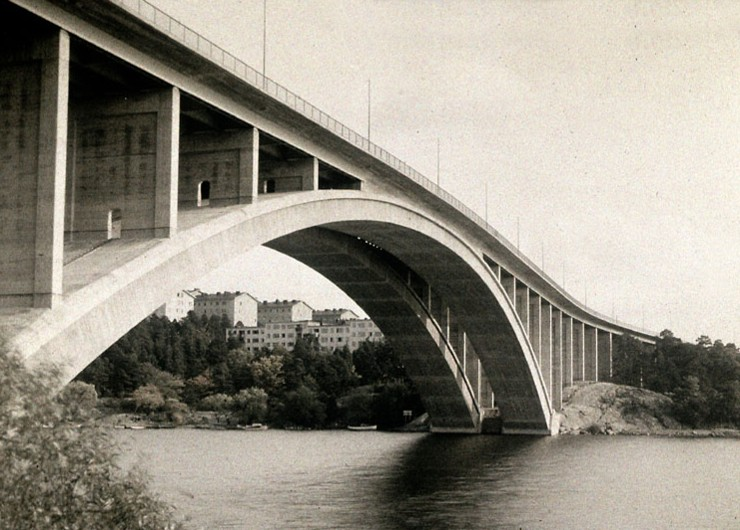
Tranebergsbron 1937
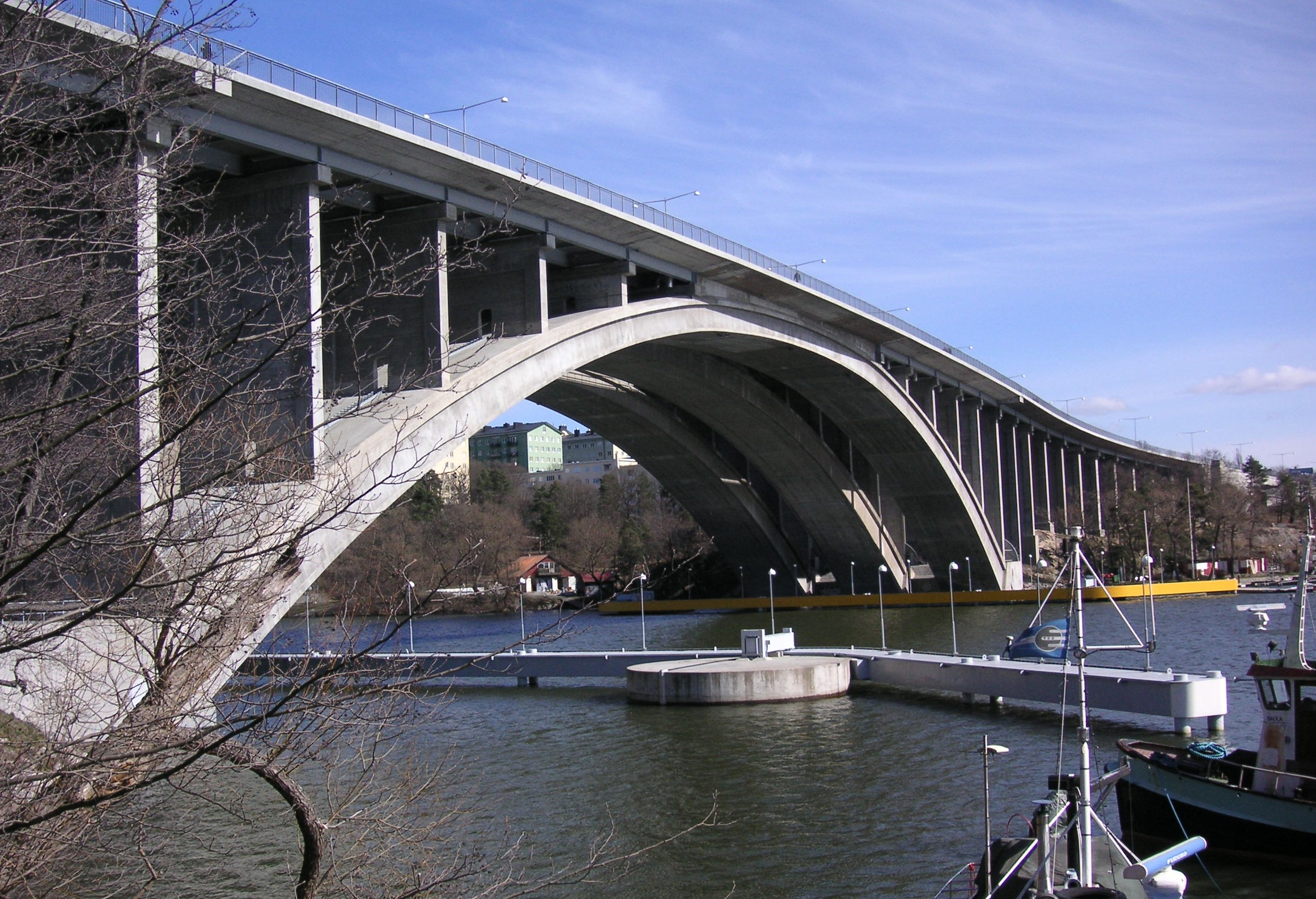
Tranebergsbron 2008